# Балбір Сінґг Куллар
Балбір Сінґг Куллар (8 серпня 1942 — 28 лютого 2020) — індійський хокеїст на траві.
Олімпійський чемпіон 1964 року, бронзовий призер 1968 року.
Переможець Азійських ігор 1966 року.